# Karl Hemmeter
Karl Hemmeter (* 18. Februar 1904 in Weißenburg; † 6. August 1986 in München) war ein deutscher Bildhauer und Künstler.

## Leben

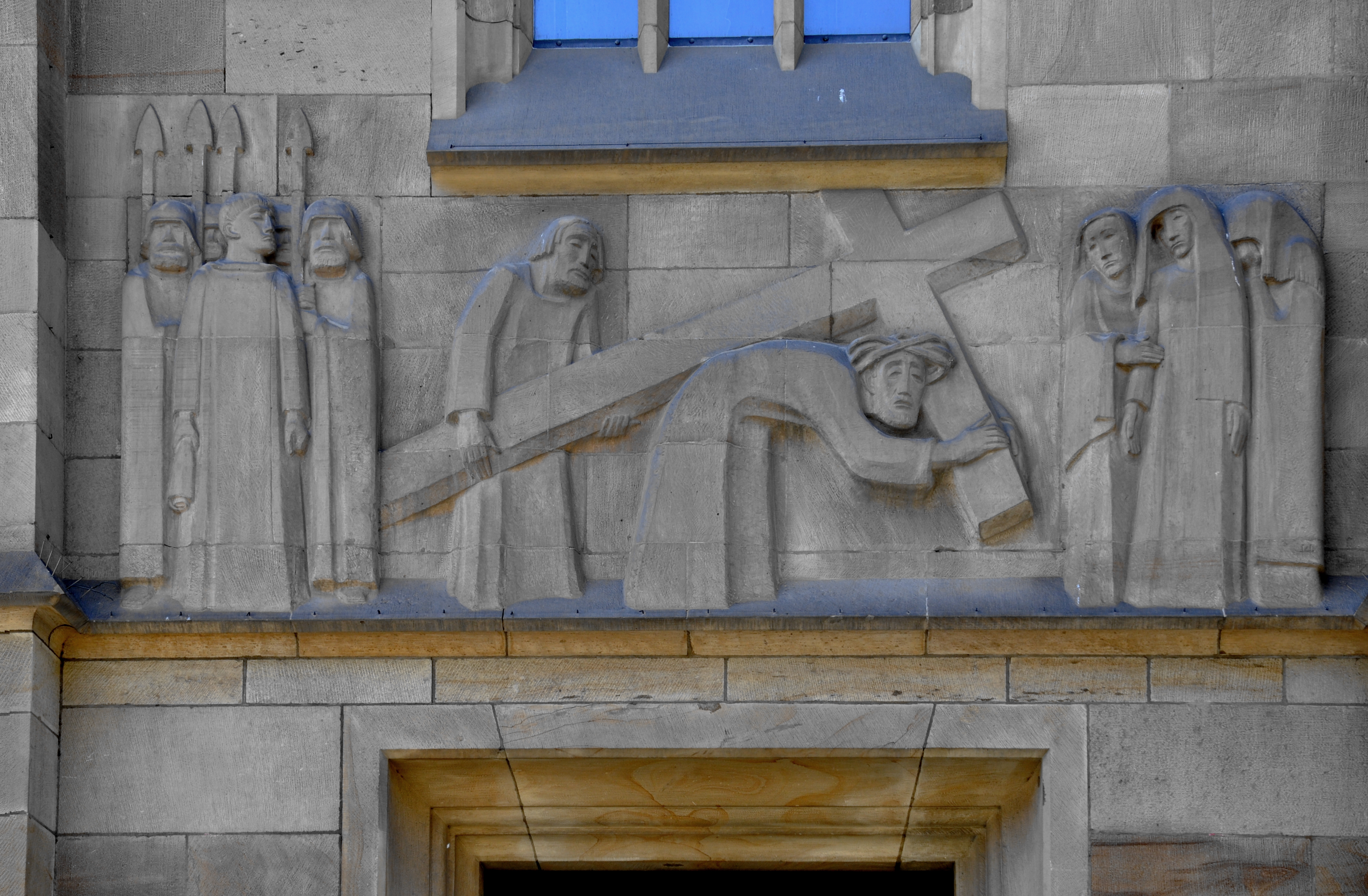
Kreuztragung an der Stuttgarter Stiftskirche, 1956

Karl Hemmeter wurde 1904 als zweiter Sohn von Sophie und Friedrich Hemmeter in ein streng evangelisches, aber auch sehr armes Elternhaus geboren. Er wurde in der Heigertgasse 7 geboren. Bereits im ersten Lebensjahr erkrankte er an Rachitis und litt infolgedessen unter beidseitiger Hüftluxation, welche ihm erst mit drei Jahren ein hinkendes Gehen erlaubte.
Die Umstände zwangen den damals 15-jährigen vorerst zu einer Lehre in der väterlichen Werkstatt. Ab 1924 durfte Hemmeter die Nürnberger Kunstgewerbeschule (damals „Staatsschule für angewandte Kunst“) besuchen und erlernte dort bei Rudolf Schiestl den Holzstich.
Ab 1925 beschäftigte er sich als Schüler von Wilhelm Nida-Rümelin mit der Plastik. Im Herbst 1926 wechselte er nach erfolgreich bestandener Aufnahmeprüfung an die Kunst-Akademie in München und schloss das Studium dort ab. Das Studium finanzierte er mit Stipendien seines Geburtsortes Weißenburg und anderer Helfer. Seit 1932 arbeitete Karl Hemmeter als selbständiger Künstler. In der Zeit des Nationalsozialismus war er Mitglied der Reichskammer der bildenden Künste und u. a. 1938 und 1940 auf der Großen Deutschen Kunstausstellung in München mit insgesamt vier Arbeiten vertreten.
Hemmeter heiratete 1934 Els Endl, ließ sich in Großhadern im eigenen Haus nieder und wurde Vater von vier Kindern.
Hemmeter fertigte jeweils sechs Kopien aus Bronze seiner teils im Auftrag privater Gönner in Holz gefertigten bzw. geschnitzten Vorlagen, welche er anschließend wieder zerstörte.

## Werke (Auswahl)
Unter den ersten Werken waren ein lebensgroßer Kruzifixus für St. Andreas in Weißenburg (1928) sowie ein Kruzifix im Evangelischen Landeskirchenamt in München (heute als Leihgabe in St. Katharinen (Kiew)).
- Kaiser-Wilhelm-Gedächtniskirche, Berlin; innen: Kruzifix
- Erlöser-Kirche, Gmund; innen: Kruzifix[1]
- Ev. Kirche St. Johannes, Wasserburg am Bodensee; innen: Altarbild
- Kilianskirche Heilbronn; Kanzel
- Christuskirche, Heilbronn; Kreuzigungsgruppe an der Chorwand
- Auferstehungskirche im Heilbronner Stadtteil Böckingen; innen: Kruzifix
- Sigismundkirche im Kolitzheimer Ortsteil Zeilitzheim; innen: Kruzifix (1942)
- Gustav-Werner-Kirche, Feuerbach; innen: Altarkreuz aus Bronze (1974)
- Christuskirche, Heidenheim an der Brenz; Kreuzigungsgruppe in Muschelkalkstein an der äußeren Chorwand (1957)
- Christuskirche, Bisingen/Hohenzollern, 1959, Kruzifix, als Vorbild für hängenden Christus in der Kaiser-Wilhelm-Gedächtniskirche
- Erlöserkirche, Lichtenstein Unterhausen (Oberhausen), Kruzifix (1959)
- Dorfkirche Streitberg (Wiesenttal); Neugestaltung mit Fresco, Kanzelaltar mit Abendmahl und Lesepult (1932–1934)
- Altarbeigaben in der (von Georg Karl Pfahler gestalteten) Kapelle des Kreiskrankenhauses Weißenburg (1984)
- Kapelle der Evangelischen Missionsschule Unterweissach; innen: Pfingstkreuz (1976)
- Steinrelief Kreuztragung Christi und Konsolen am Südwesttor der evangelischen Stiftskirche Stuttgart (1956)[2]
- Kreuzigungsgruppe der ev. St. Andreaskirche in Weißenburg
- Alte Lutherische Kirche am Kolk, Wuppertal, innen: Christusfigur, Abendmahlsrelief, „Nachtgespräch“ (1974).

Hemmeter arbeitete mit Holz, Stein und Bronze. Damit schuf er Plastiken, Tiefenreliefs, Holzstiche, Lesepulte, Porträts, Grabmäler, Brunnen, Bauplastiken und Denkmäler.
- Bronzeplastik „Die Abweisende“, Erlangen (1968)[3]
- Familiengrab der Familie Schickedanz auf dem Friedhof Fürth (1938–1942)
- Plastik aus Muschelkalkstein „Abschied“, Alter Friedhof Weißenburg (1942–43)
- „Zwölf-Boten-Altar“ in der St. Johannis-Kirche in Würzburg[4]
- Christopherusfigur (1943) und Lesepult (1951) in der Deutschhauskirche in Würzburg[5]
- Tiefrelief in Muschelkalk-Blaubank "Denker" (1961) im Sitzungssaal des Bayerischen Obersten Rechnungshofs, München[6]
- Der gute Hirte (Neuendettelsau)
- Lesepult in der Gustav-Adolf-Gedächtniskirche in Schweinfurt (1968)

## Auszeichnungen
- Preis der Stadt Nürnberg (im Juni 1954)
- Johann-Alexander-Döderlein-Kulturpreis (1986)